# Hermenegildo González
Hermenegildo González in Portugiesisch: Hermenegildo Gonçalves oder auch Mendo I Gonçalves und in Urkunden Ermegildus Gundisaluis genannt († 943/950) war ein Magnat und Graf von Deza im Königreich Galicien, der durch seine Ehe mit Munadona Díaz (portugiesisch : Mumadona Dias), die von 924 bis 950 die 4. Gräfin von Portugal war, von vor 926 bis 943/50 zum (mitregierenden) Grafen von Portugal. Durch seine Nachkommen wurde er zum Stammvater des dritten Hauses der Grafen von Portugal sowie zum Vorfahren bedeutender portugiesischer Adelsfamilien.

## Herkunft

Die historische Grafschaft Deza in der Provinz Pontevedra in Spanien

Die Familie des Hermengildo González zählte im mittelalterlichen Königreich Galicien zu den ältesten und mächtigsten Geschlechtern des Hochadels, da es bereits im neunten Jahrhundert im Besitz der Grafschaft Deza (heute „Comarca del Deza“  in der Provinz Pontevedra in der Autonomen Gemeinschaft Galicien) aufscheint. Der erste historisch fassbare Vorfahre des Hauses war Afonso Betóte, Graf von Deza, der 899 am Konzil zu Oviedo teilnahm († nach 7. Mai 899) und mit Mendes von Asturien, einer Tochter des Hermengildo Perez von Asturien († nach 885) aus dem Haus der Könige von Asturien verheiratet war.
Hermengildo González selbst war ein Enkel des Grafen Alfonso Betóte und ein Sohn des Gonzalo Betótez (portugiesisch : Gonçalo Afonso Betote) († nach 936) Graf von Deza, der mit Tereza Ériz de Lugo(† um 926), einer Tochter des Ero Fernández Graf von Lugo (im Königreich Galicien) verheiratet war.
Hermengildo hatte mehrere Geschwister, darunter den Bruder Graf Pelayo González (ca. † 959) und die Schwester Argonta González, die durch ihre Ehe mit Ordoño II. König von Galicien (910–924) und König von León (914–924) für zwei Jahre zur Königin wurde, jedoch dann verstoßen wurde und ohne Nachkommen verstarb.

## Leben

### Jugend
Über den Lebenslauf des Hermengildo González sind nur wenige Daten bekannt. Er wurde Ende des neunten Jahrhunderts während der Herrschaft von Alfons III. dem Großen, der als König von León, König von Galicien und König von Asturien von 866 bis 910 regierte, geboren und wuchs wohl in der Residenz der Grafen von Deza in Lalin (Stadt im Norden der Provinz Pontevedra im Nordwesten Spaniens), der Hauptstadt ihrer Grafschaft, auf.
In seiner Jugend erlebte er 907 den Aufstand der Söhne von König Alfons III. gegen ihren Vater und 910 die Aufteilung des Königreiches unter den Söhnen des Königs in drei Teile. Der zweitälteste Sohn des Königs, Ordoño II. (910–924) wurde 910 zum König von Galicien – und damit zum Landesherren der Grafen von Deza – wobei es ihm 914 gelang, seinen Herrschaftsbereich um das Königreich León zu vergrößern, wobei er die Hauptstadt seines Reiches nach León verlegte.

### Beziehung zu König Ordoño II.

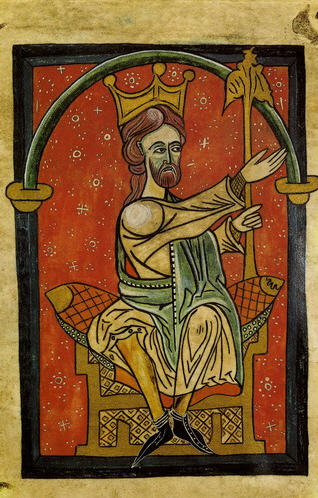
König Ordoño II. von León, Landesherr des Grafen Hermenegildo

Es waren schwierige Zeiten, in denen Hermenegildo in jüngeren Jahren lebte, denn König Ordoño II. stand fast ohne Unterbrechung im Kampf mit den Truppen von Abd ar-Rahman III. der von 912 bis 928 achter Emir und von 929 bis 961 erster Kalif von Córdoba regierte und sich nach innerer Konsolidierung seines Reiches der Rückgewinnung der durch die Reconquista an die Christen verlorener Territorien widmete. Es kam praktisch jährlich zu Militärexpeditionen der Christen in muslimische Gebiete und in Erwiderung zu mehr oder weniger umfangreichen Vorstößen der Mauren. Da Hermenegildo der Sohn eines der mächtigsten Vasallen des Königs Ordoño war, ist davon auszugehen, dass er in Erfüllung seiner Lehenspflicht an den Militäraktionen des Königs teilnahm, auch wenn sich dies wegen der dürftigen urkundlichen Nachrichten im Einzelnen nicht belegen lässt. Die wichtigsten Höhepunkte dieser Kämpfe waren: Die im Jahre 917 für das Königreich León siegreiche Schlacht bei Castramoros (San Esteban de Gormaz) und die – verlorene – Schlacht von Valdejunquera am 26. Juli 920.
König Ordoño II. stand der Familie Hermenegildos nicht nur als Landesfürst, sondern auch durch familiäre Beziehungen nahe, da er sich im Jahre 922 in zweiter Ehe mit einer väterlichen Tante Hermenegildos, Aragonta González, vermählte. Allerdings hielt diese Ehe nicht lange, da König Ordoño seine Ehefrau verstieß, angeblich „da sie ihm nicht gefiel“. Der tatsächliche Grund der Trennung dürfte aber politisch gewesen sein, da sich Ordoño II. 923 mit der Infantin Sancha Sánchez von Navarra, der Tochter seines Verbündeten im Kampf gegen die Mauren, Sancho I. Garcés König von Navarra (905–925) vermählte, um die Allianz der beiden Staaten gegen die Mauren weiter zu stärken.

### Graf von Portugal und Graf von Deza
Hermengildo González tritt urkundlich erstmals im Jahre 926 im Zusammenhang mit einer wesentlichen Wende in seinem Leben auf. Dies, da er in dieser Urkunde vom 23. Februar 926 als Ehemann der Mumadona Dias (spanisch: Muniadona Díaz), der 4. Gräfin von PORTUGAL (924–950) (+ nach 4. Dezember 968) aufscheint.
Diese Ehe wurde zwischen 915 und 925 geschlossen, wobei Hermengildo González spätestens ab 926 zum Mitregenten der Grafschaft Portugal wurde.
Im Dezember 928 bestätigt Hermengildo Gonzalez im Kloster São Mamede von Lorvão (Gemeinde im portugiesischen Kreis Penacova im Distrikt Coimbra) eine fromme Stiftung seiner Schwiegermutter Onecca für den Infanten Bermudo Ordóñez, ihren Onkel, der 928 im Exil in Coimbra verstorben war.
Nach dem Tod seines Vaters Gonzalo Alfonso Betótes im Jahre 929 folgte Hermengildo diesem auch als Graf von Deza nach, was ihm zum mächtigsten Grafen im Nordwesten der Iberischen Halbinsel machte.

### Tod und Nachleben

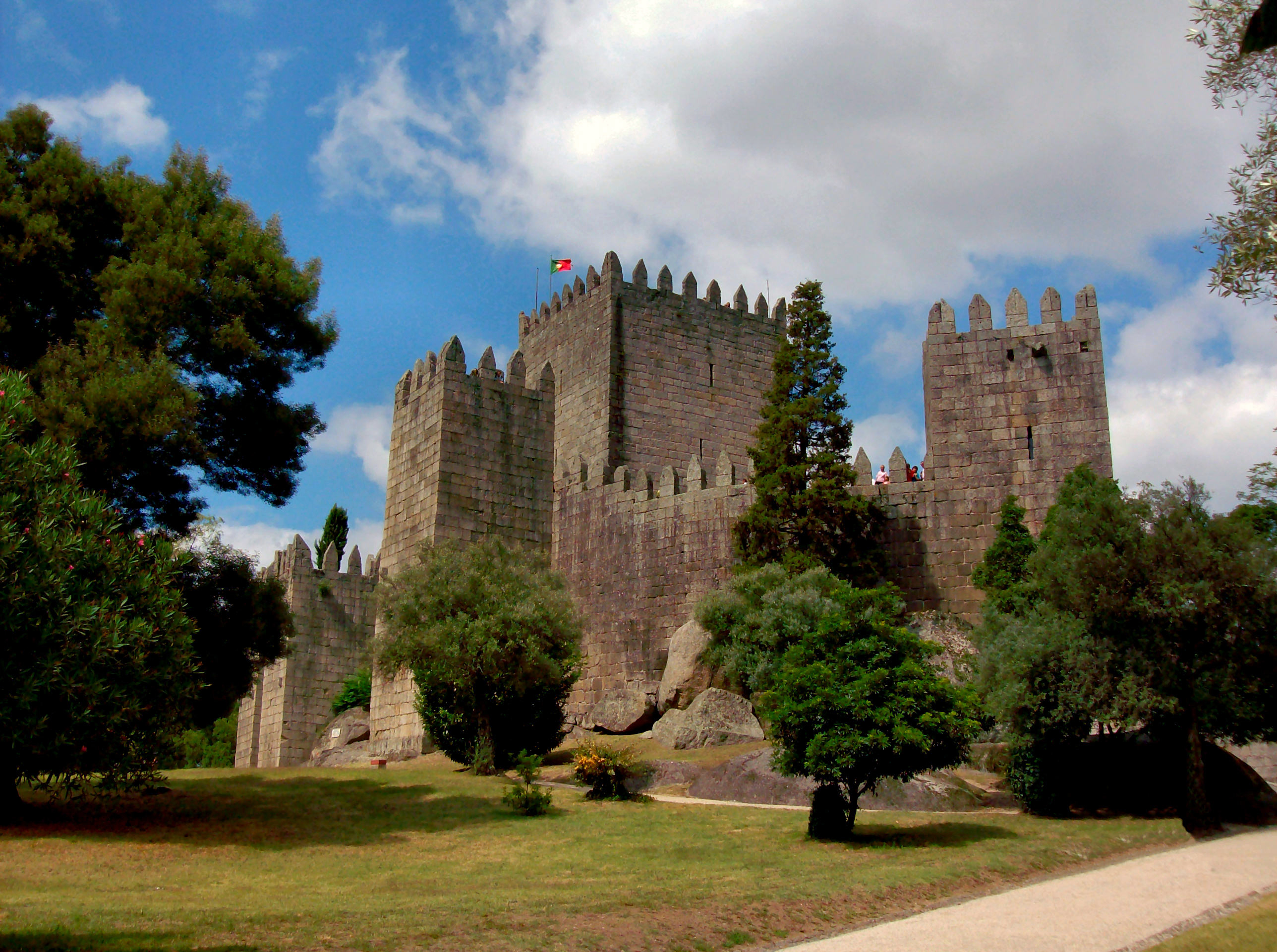
Das Schloss von Guimarães das von Mumadona Dias 968 gegründet wurde

Graf Hermengildo lässt sich bis 943 urkundlich nachweisen, verschwindet aber dann aus den Aufzeichnungen. Er dürfte jedoch noch einige Zeit gelebt haben, da seine Witwe und seine Kinder erst am 1. August 950 sein Erbe aufteilten.
Bei der Aufteilung des Erbes des Grafen Hermenegildo fiel die Herrschaft Vimaranes (heute die Stadt Guimarães im Norden von Portugal im Distrikt Braga, etwa 45 km nordöstlich von Porto) an seine Tochter Onecca, die auf Wunsch ihrer Mutter Mumadona, der Witwe ihres Vaters, diese gegen einen anderen Besitz eintauschte. Mumadona ließ dort nach 950 als fromme Stiftung zur Erinnerung ein Kloster errichten. Um das Kloster vor den wiederkehrenden Überfällen von Normannen oder Mauren zu schützen, veranlasste sie dort einige Jahre später die Errichtung einer Burg, des Castelo de Vimaranes, das vor 968 fertiggestellt wurde. Diese Burg, die danach Residenz der Grafen von Portugal war und daher mit dem Beginn des portugiesischen Nationalbewusstseins eng verbunden ist, erinnert – erheblich umgebaut und restauriert – bis heute an die Gräfin Mumadona und an ihren Gemahl, Hermengildo González.

## Ehe und Nachkommen

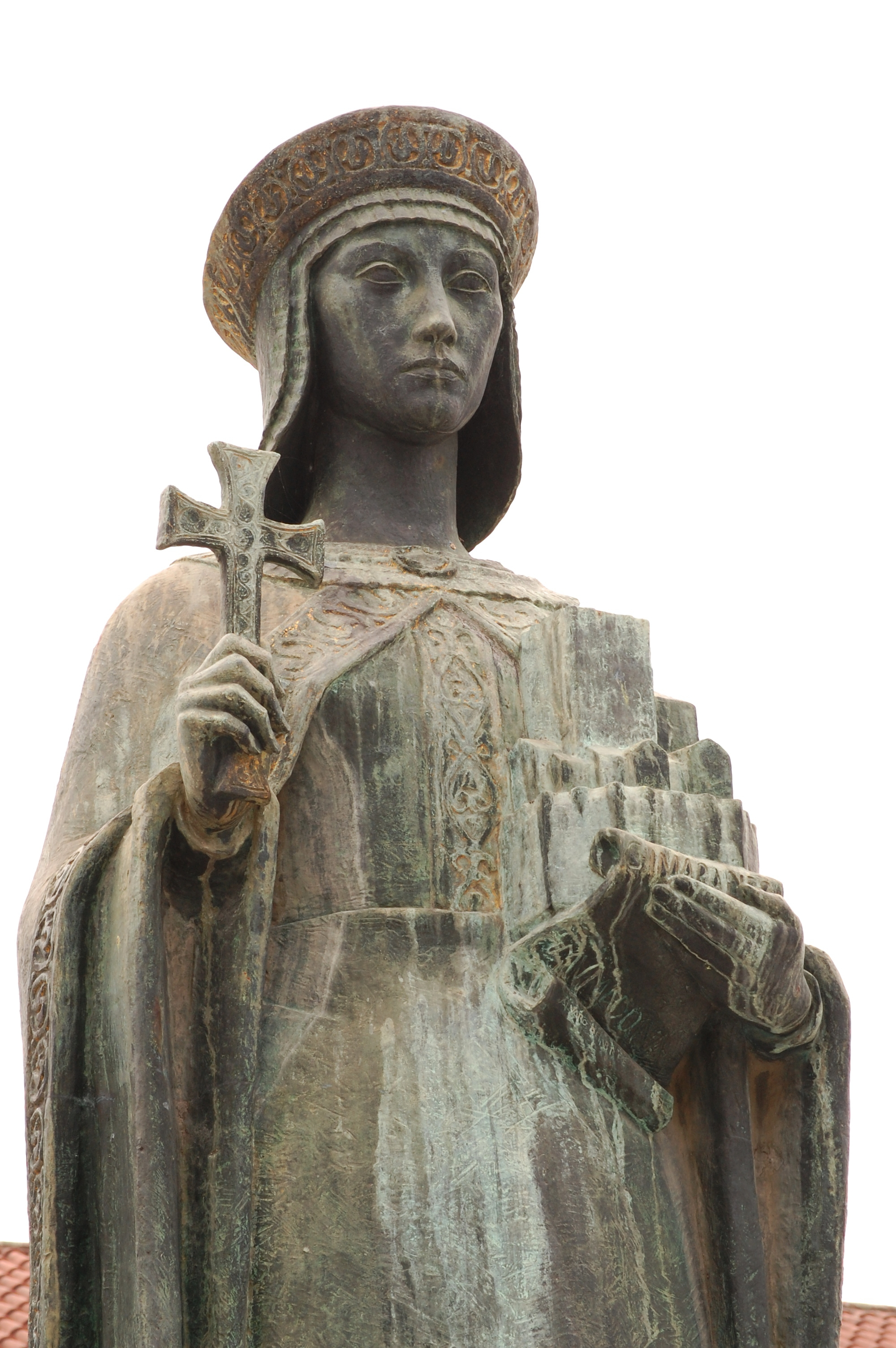
Statue der Mumadona Dias, Ehefrau des Hermenegildo González

Mendo I Gonçalves, wie Hermengildo González in Portugal oft genannt wird, heiratete vermutlich zwischen 915 und 920, jedenfalls aber vor dem 23. Februar 926 – dem Datum, an dem er urkundlich als Ehemann auftritt – Mumadona Dias (spanisch: Muniadona Díaz) († 968), die reichste Frau im Nordosten der Iberischen Halbinsel, die von 924 bis 950 als 4. Gräfin von Portugal regierte. Diese Grafschaft umfasste damals nicht nur das ursprüngliche Gebiet, sondern auch das der späteren Grafschaft Coimbra. Sie war eine Tochter des Diogo Fernandes (Diego Fernández) († vor 1. Dezember 928) Graf im Königreich León und der Gräfin Onecca, die vermutlich aus dem Haus der Könige von Navarra stammte.
Nachkommen
1. Gonçalo I. Mendes, (Gonzalo Menéndez) 5. Graf von Portugal (950 – 997), nennt sich dux magnus („Großherzog“) von Portugal, ⚭ seine Cousine Ilduara Pais (spanisch: Ildonza Pelaez), eine Tochter seines väterlichen Onkels Pelayo Gonçalves und der Hermesenda Gutierrez, einer Schwester des Heiligen Rudesind (Rosendo de Celanova) († 977).
2. Diego Mendes , (Diego Menéndez) († nach dem 17. Oktober 964), ⚭ Aldonça Ne.
  1. Mumadona Dias († 1025), Nonne im Kloster zu Guimarães.
3. Ramiro Mendes (Ramiro Menéndez) ((* um 925, † vor 17. Oktober 964), ⚭ 962/63 Adosina Guterres (Adosinda Gutiérrez) (+ nach 981/88), eine Tochter des Guterre Mendes (Gutierre Menéndez) Graf von Coimbra und der Ilduaria Eris (Ilduara Ériz) (+ um 958), die eine Tochter des Ero Fernandes Graf von Lugo war.[13]
  1. Velasquita Ramires (Velasquita Ramírez) (+ nach 15. August 1028), wurde durch ihre Ehe zur Königin von León, da sie als dessen erste Ehefrau Bermudo II. „el Gotoso“  König von León. heiratete.[14]
4. Onecca Mendes (Oneca Menéndez) (cl. 950, + nach 4. Dezember 968), ⚭ vor 26. Jänner 959[15] Guterre Rodrigues (Gutierre Rodríguez) († nach 1014), der König Ordoño IV. von León im Bürgerkrieg gegen König Sancho unterstützte.[16]

1. Nuno Mendes (Nuño Menéndez) (cl. 950, † nach 26. Jänner 959);
2. Arias Mendes (Arias Menéndez) (cl. 950, † nach 17. Oktober 964)